# Ricardo Pereira
Ricardo Alexandre Martins Soares Pereira (n. 11 februarie 1976), cunoscut simplu ca Ricardo, este un fotbalist portughez care retras din activitate pe postul de portar.
Ricardo a adunat 77 de selecții la echipa națională de fotbal a Portugaliei, jucând la două Campionate Mondiale și la două Campionate Europene, inclusiv jucând în finala Euro 2004.

## Palmares

### Club
Boavista
- Primeira Liga: 2000–01
- Taça de Portugal: 1996–97
- Supertaça Cândido de Oliveira: 1997

Sporting
- Taça de Portugal: 2006–07
- Cupa UEFA

Finalist: 2004–05

### Națională
- Campionatul European de Fotbal

Vicecampion: 2004

### Individual
- FIFA World Cup All-Star Team: 2006

### Orders
- Medalia Meritului, Order of the Immaculate Conception of Vila Viçosa (Casa de Braganza)[1]

## Statistici
La 31 May 2009.
|               |               |               | Campionat | Campionat | Cupă             | Cupă             | Cupa Ligii          | Cupa Ligii          | Continental | Continental | Total   | Total  |
| Sezon         | Club          | Campionat     | Meciuri   | Goluri    | Meciuri          | Goluri           | Meciuri             | Goluri              | Meciuri     | Goluri      | Meciuri | Goluri |
| Portugalia    | Portugalia    | Portugalia    | Campionat | Campionat | Taça de Portugal | Taça de Portugal | Taça da Liga        | Taça da Liga        | Europa      | Europa      | Total   | Total  |
| ------------- | ------------- | ------------- | --------- | --------- | ---------------- | ---------------- | ------------------- | ------------------- | ----------- | ----------- | ------- | ------ |
| 1995–96       | Boavista      | Primeira Liga | 0         | 0         |                  |                  |                     |                     |             |             |         |        |
| 1996–97       | Boavista      | Primeira Liga | 16        | 0         |                  |                  |                     |                     |             |             |         |        |
| 1997–98       | Boavista      | Primeira Liga | 34        | 0         |                  |                  |                     |                     |             |             |         |        |
| 1998–99       | Boavista      | Primeira Liga | 5         | 0         |                  |                  |                     |                     |             |             |         |        |
| 1999–2000     | Boavista      | Primeira Liga | 9         | 0         |                  |                  |                     |                     |             |             |         |        |
| 2000–01       | Boavista      | Primeira Liga | 28        | 0         |                  |                  |                     |                     |             |             |         |        |
| 2001–02       | Boavista      | Primeira Liga | 29        | 0         |                  |                  |                     |                     |             |             |         |        |
| 2002–03       | Boavista      | Primeira Liga | 33        | 1         |                  |                  |                     |                     |             |             |         |        |
| 2003–04       | Sporting      | Primeira Liga | 34        | 0         |                  |                  |                     |                     |             |             |         |        |
| 2004–05       | Sporting      | Primeira Liga | 33        | 0         |                  |                  |                     |                     |             |             |         |        |
| 2005–06       | Sporting      | Primeira Liga | 30        | 0         |                  |                  |                     |                     |             |             |         |        |
| 2006–07       | Sporting      | Primeira Liga | 28        | 0         |                  |                  |                     |                     |             |             |         |        |
| Spain         | Spain         | Spain         | League    | League    | Copa del Rey     | Copa del Rey     | Supercopa de España | Supercopa de España | Europe      | Europe      | Total   | Total  |
| 2007–08       | Betis         | La Liga       | 28        | 0         |                  |                  |                     |                     |             |             |         |        |
| 2008–09       | Betis         | La Liga       | 20        | 0         |                  |                  |                     |                     |             |             |         |        |
| Total         | Portugal      | Portugal      | 279       | 1         |                  |                  |                     |                     |             |             |         |        |
| Total         | Spain         | Spain         | 48        | 0         |                  |                  |                     |                     |             |             |         |        |
| Total carieră | Total carieră | Total carieră | 327       | 1         |                  |                  |                     |                     |             |             |         |        |